# Bœsenbiesen
Bœsenbiesen (Bösenbiesen in tedesco, Biese nel dialetto locale) è un comune francese di 321 abitanti situato nel dipartimento del Basso Reno nella regione del Grand Est.

## Società

### Evoluzione demografica
Abitanti censiti
| 1793 | 1800 | 1806 | 1821 | 1831 | 1836 | 1841 | 1846 | 1851 | 1856 | 1861 | 1866 |
| ---- | ---- | ---- | ---- | ---- | ---- | ---- | ---- | ---- | ---- | ---- | ---- |
| 205  | 138  | 155  | 226  | 305  | 300  | 262  | 283  | 289  | 304  | 308  | 322  |
| 1871 | 1875 | 1880 | 1885 | 1890 | 1895 | 1900 | 1905 | 1910 | 1921 | 1926 | 1931 |
| 305  | 287  | 263  | 275  | 292  | 277  | 276  | 275  | 266  | 224  | 222  | 204  |
| 1936 | 1946 | 1954 | 1962 | 1968 | 1975 | 1982 | 1990 | 1999 | 2006 | 2012 |      |
| 210  | 203  | 210  | 222  | 227  | 229  | 237  | 239  | 272  | 296  | 303  |      |